# Shipt
Shipt — американская служба доставки, принадлежащая Target Corporation. Штаб-квартира находится в Бирмингеме, штат Алабама.
В декабре 2017 года было объявлено, что Target Corporation приобретает службу доставки Shipt за 550 миллионов долларов, и что после приобретения она будет работать как независимая дочерняя компания. По состоянию на 2018 год, Shipt поставляет продукты, товары для дома и избранную электронику.

## История
Shipt была основана и первоначально финансировалась Биллом Смитом. Перед запуском Shipt Смит основал другие предприятия, включая бизнес по производству мобильных телефонов, небольшой кредитный бизнес и бизнес по предоплаченным картам Visa. Компания была запущена в ноябре 2014 года в Бирмингеме, штат Алабама, с 1000 клиентов, предварительно зарегистрировавшихся, и официально запущена в Бирмингеме в мае 2015 года. К 2016 году услуга была доступна в 27 городских районах в 9 штатах. Первоначально компания ориентировалась на регионы, в которых не было служб доставки продуктов, а затем расширилась на другие регионы.
В июле 2016 года Shipt получила инвестиции серии A в размере 20 миллионов долларов во главе с Greycroft Partners, e.ventures и Harbert Growth Partners. Компания заявила, что планирует использовать финансирование для развития партнерских отношений и масштабирования. В июне 2017 года Shipt привлекла дополнительные 40 миллионов долларов в рамках финансирования серии B. Раунд возглавила Greycroft Partners при участии предыдущих инвесторов. На момент инвестирования компания работала на 47 рынках США.
13 декабря 2017 года Target объявила о приобретении Shipt за 550 миллионов долларов, чтобы улучшить возможности доставки заказа в тот же день. В ходе приобретения Shipt продолжала формировать партнерские отношения по доставке с другими розничными торговцами, помимо Target. После приобретения Target заявила, что планирует использовать Shipt и его инфраструктуру для обеспечения доставки заказа в тот же день из большинства своих магазинов, и что изначально эта услуга будет доступна для более чем 55 000 товаров, а к концу года каждый будет включена основная категория продукта. В марте 2018 года компания объявила, что запускает доставку в тот же день из магазинов Target в Вашингтоне, Балтиморе, Анкоридже, Фэрбенксе, Джуно и Новом Орлеане, а в следующем месяце — в регионе Новой Англии с планами поставлять продукцию на 170 рынков к концу года.
В марте 2019 года Shipt назначила ветерана Target Келли Карузо своим новым генеральным директором, сменив основателя Билла Смита, который продолжил работу в компании в качестве консультанта.

## Сервис
Shipt обеспечивает доставку заказа в тот же день от различных розничных продавцов своим членам либо через приложение для смартфона, доступное на платформах iOS и Android, либо через их веб-сайт.
Членство в Shipt позволяет клиентам размещать заказы на товары у местных розничных продавцов, таких как ABC Fine Wine & Spirits, Costco, CVS Health, Harris Teeter, H-E-B, Jewel Osco, Kroger, Lucky’s Market, Meijer, Office Depot, OfficeMax, Publix, Safeway, Shaw’s and Star Market, Target, Roche Bros., ShopRite и Winn-Dixie. Заказы клиентов обрабатываются и доставляются флотом из более чем 300 000 Shipt Shopper по всей стране. Членство стоит 99 долларов в год.